# Dom przy ul. Anežskiej 4 w Pradze
Dom przy ul. Anežskiej 4 – niewielki domek przy ulicy Anežskiej 4 na Starym Mieście w Pradze. Stoi między kamienicami U Zelené mřížky i U Černé růže. Budynek uważany jest za „najmniejszy dom w Pradze” i wpisany jest do rejestru zabytków Czech.
Dom zbudowano w 1853 r. według projektu Josefa Liebla na zachodnim krańcu dawnej uliczki, która łączyła ulicę Řásnovka z terenem klasztora św. Agnieszki. Wewnątrz budynku znajdowały się początkowo tylko dwa przechodnie pokoje. W 1862 r. pierwotny właściciel dobudował trzeci pokój. Do dziś nie zachował się jednak pierwotny układ pomieszczeń. Współcześnie drzwi w elewacji frontowej nie prowadzą już do pokoju, lecz do korytarza, który umożliwia dojście do tylnej, zamieszkanej części domu. Szerokość budynku jest równa 2,25 m. 
W domku przez 40 lat aż do roku 1922 działał dom publiczny.